# Aladağ (Adana)
Aladağ (bis 1987 Karsantı) ist eine Kreisstadt und Landkreis der Provinz Adana in der Türkei. Im gesamten Landkreis lebten Ende 2024 16.190 Menschen. Der Landkreis ist 1340 km² groß und liegt im Nordwesten der Provinz an der Grenze zu den Provinzen Kayseri und Niğde. 279 km² der Fläche werden landwirtschaftlich genutzt. Der Rest besteht zum größten Tal aus Bergen und Hügeln. Aladağs Klima ist eine Mischung aus Mittelmeer- und zentralanatolischem Klima. Der Name des Ortes stammt vom Aladağlar-Gebirge.
Nahe dem Dorf Eğner befindet sich das 1198 erbaute armenische Kloster Akner, welches während der Hamidschen Massaker an den Armeniern in den 1890er Jahren zerstört wurde.